# Benedetto Buglioni
Benedetto Buglioni, Benedetto Buglione ou Benedetto Baglioni, né en 1460 à Florence et mort en 1521 dans sa ville natale, est un sculpteur florentin. Il est le fils du sculpteur Giovanni di Bernardo et l'oncle du sculpteur Santi Buglioni. 

## Biographie
Buglioni travaille avec Luca et Andrea della Robbia qui lui enseignent ses différentes techniques d'émaillage des terracotta invetriata (terres cuites émaillées). Ses œuvres révèlent également une forte influence d'Antonio Rossellino.
Dans les années 1480, Buglioni crée son propre atelier à Florence. La plupart de ses œuvres sont des sculptures en terre cuite dans le style de Della Robbia. Il base ses œuvres sur le travail d'autres sculpteurs florentins. Entre 1487 et 1490, Buglioni et son frère Francesco travaillent à Pérouse où ils  édifient un autel pour la cathédrale locale.
Plus tard, toujours en collaboration avec son frère (et à partir de 1508 avec son neveu Santi Buglioni), il travaille sur plusieurs pièces pour le lieu de pèlerinage de Santa Cristina en Bolsena. 
Vers la fin de sa vie, Buglioni réalise des autels polychromes. Il meurt le 7 mars 1521.

## Œuvres
- Vierge en terre cuite émaillée du tympan de l'église Badia Fiorentina de Florence
- Vierge à l'Enfant, Convent  Santa Lucia di Camporeggi, maintenant conservée au musée national du Bargello de Florence
- Tabernacle en terre cuite, église della Madonna di Piazza, Cutigliano
- Encadrement d'un retable, avec saint François et saint Roch et, dans le tympan, Dieu le père à mi-corps, vers 1520, terre cuite émaillée, 2.92 x 1.95 m, collection du musée du Louvre, dépôt au  musée des Beaux-arts de Caen